# Pandaka
Pandaka là một chi của họ cá Oxudercidae, tên gọi này bắt nguồn từ tiếng Sankrit của Ấn Độ.

## Các loài
Chi này hiện hành có các loài sau đây được ghi nhận:
- Pandaka bipunctata H. L. Wu, 2008
- Pandaka lidwilli (McCulloch, 1917)
- Pandaka pusilla Herre, 1927 (tiny pygmy-goby)
- Pandaka pygmaea Herre, 1927 (dwarf pygmy goby)
- Pandaka rouxi (M. C. W. Weber, 1911) (Roux's pygmy-goby)
- Pandaka silvana (Barnard, 1943) (dwarfgoby)
- Pandaka trimaculata Akihito & Meguro, 1975